# Provincia Autonomă Kosovo și Metohia (1946-1974)
Provincia Autonomă Kosovo și Metohia (sârbă, croată, sârbo-croată: Autonomna Pokrajina Kosovo i Metohija) a fost o provincie autonomă a Serbiei, în cadrul marii federații Iugoslavia ce a existat din 1946 până în 1974, când a fost transformată în Provincia Socialistă Autonomă Kosovo.

## Istorie și fond
În perioada interbelică, termenul "Kosovo" se referea la o regiune geografică fără să asociere la o subdiviziune politică oficială. Ultima dată când Kosovo a existat ca entitate administrativă distinctă a fost în perioada Imperiului Otoman, în interiorul unei provincii. După Tratatul de la Londra din 1913, teritoriul fostei provincii otomane a fost împărțit: o parte semnificativă a devenit parte din Albania, iar restul a revenit Serbiei.
După cel de-al Doilea Război Mondial, odată cu instaurarea regimului comunist al lui Tito în Iugoslavia, s-a realizat o nouă reorganizare teritorială. O parte din fosta provincie otomană, inclusiv orașul Skopje, a fost atribuită nou-createi Republici Macedonia, în timp ce o altă porțiune a fost integrată în Muntenegru. În 1946, s-a format Provincia autonomă Kosovo și Metohia în cadrul Serbiei, ale cărei granițe au fost trasate astfel încât să includă zonele cu majoritate albaneză absolută.
Kosovo a devenit oficial o provincie autonomă în 1963, deși guvernul comunist central nu a permis întoarcerea multor refugiați.
Provincia Autonomă Kosovo și Metohia a căpătat tot mai multă autonomie și autoguvernare în cadrul Serbiei și Iugoslaviei în ani 1970, iar numele său a fost oficial schimbat la 1974 în Provincia Socialistă Autonomă Kosovo, numele de „Metohia” fiind șters, nefiind folosit de populația de etnie albaneză din Kosovo, iar  termenul de "Socialistă" a fost adăugat  pentru a indica aderența la ideologia socialistă a Iugoslaviei.